# Architects
Die Architects sind eine Metalcore-Band aus Brighton, England, gegründet im Jahr 2004. Die Band hatte viele Namenswechsel; ihr erster Bandname war „Inharmonic“, den sie dann in „Counting the Days“ änderten. Ein paar Jahre später nannten sie sich schließlich „Architects“.

## Geschichte
2004 gegründet, begann die Band 2005 mit den Aufnahmen zu ihrer ersten Demo. Nachdem die Band die Aufmerksamkeit von Distort Entertainment auf sich gezogen hatten, erschien im Jahre 2006 das Debütalbum Nightmares der Band, deren Mitglieder zu dem Zeitpunkt im Durchschnitt erst 17 Jahre alt waren.
Bereits 2007 erschien das zweite Album Ruin, auf dem erstmals der neue Sänger Sam Carter zu hören war, nachdem im Januar desselben Jahres Sänger Matt Johnson die Band aus persönlichen Gründen verlassen hatte. Das Album war ein voller Erfolg und die Band spielte erstmals außerhalb von Großbritannien mit As I Lay Dying, SikTh, Gallows und The Holly Springs Disaster. Zudem nahmen sie am Download-Festival teil.

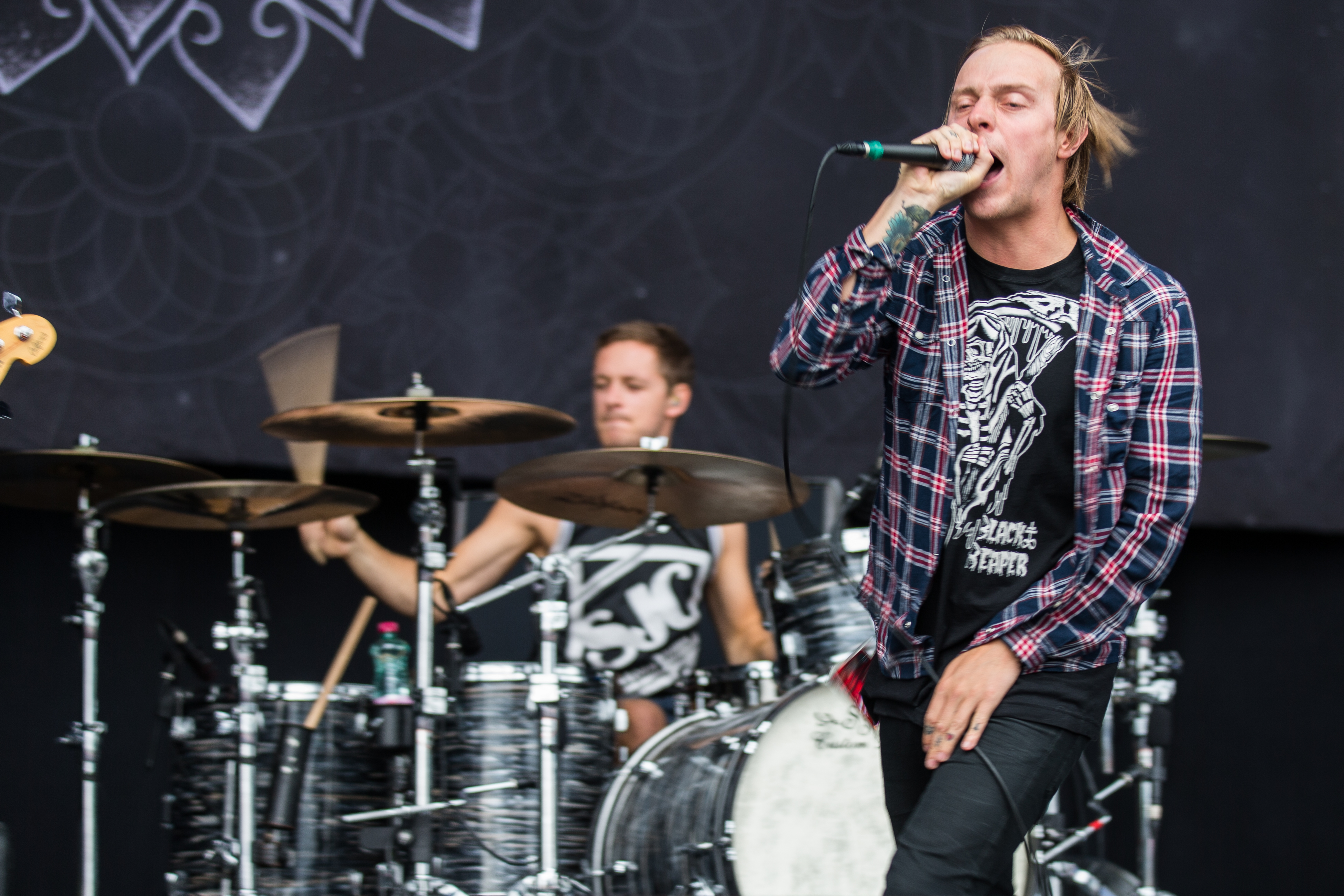
Architects beim Rock’n’Heim 2014

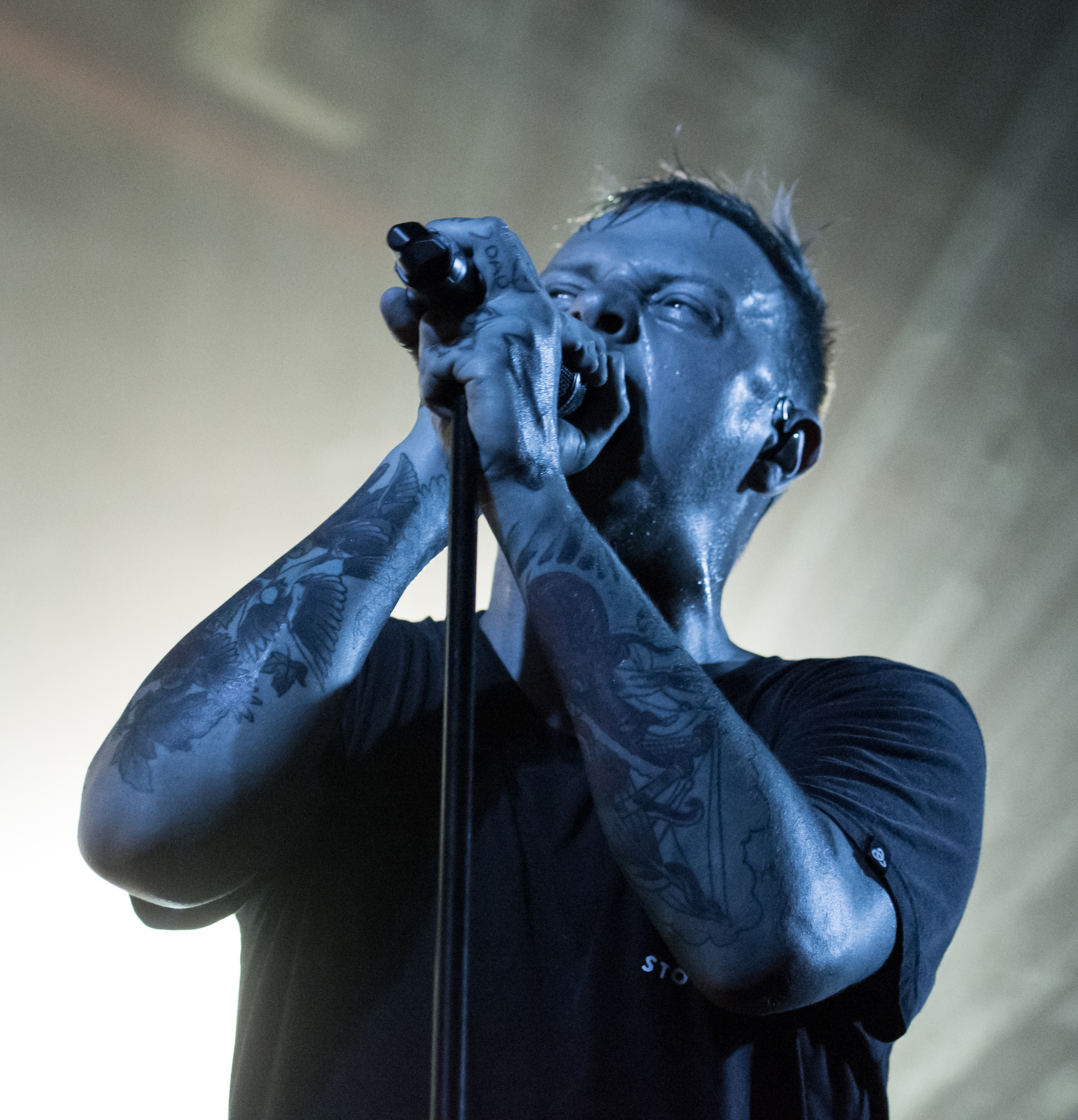
Samuel David Carter beim Rawk Attack 2016

2008 wurde Ruin von Century Media Records mit Bonus-Tracks wiederveröffentlicht. Außerdem nahmen Architects mit Dead Swans eine Split-EP auf, die unter Thirty Days of Night Records veröffentlicht wurde. Im selben Jahr tourte die Band in den USA mit Bands wie Suicide Silence, Emmure, Beneath the Massacre und The Tony Danza Tapdance Extravaganza. Zudem folgte eine European Altamonte Never Say Die!-Tour mit Whitechapel, Protest the Hero, Carnifex, Parkway Drive, Unearth und Despised Icon.
Ende Januar 2009 wurde das dritte Studioalbum Hollow Crown unter Century Media Records veröffentlicht. Wie der Titel des Albums vermuten ließ, behandelten die Texte des Albums Themen wie Arroganz und Besessenheit. Anschließend spielten sie auf dem Vainstream Rockfest, sowie auf weiteren Festivals, wie dem With Full Force. Am 24. September 2010 erschien die erste Download-Single der Band unter dem Namen Day In Day Out.
Für den 21. Januar 2011 kündigte die Band ihr viertes Album The Here and Now an. Einen Monat darauf bestätigte die Band, dass Bassist Alex Dean die Band wegen familiärer Verpflichtungen verlassen hatte.
Am 3. Juli 2011 verkündete die Band auf ihrer Facebook-Seite, dass der ehemalige Bassist Alex „Ali Dino“ Dean zur Band zurückkehre.
Im Frühjahr 2012 unterstützten Architects (und Touché Amoré) die US-Band Rise Against auf deren Europatour als Vorband.
Am 16. April 2012 gab die Band auf ihrer Facebook-Seite bekannt, dass Gitarrist Tim Hillier-Brook die Band verlassen werde und seinen letzten Auftritt mit Architects auf dem Groezrock Festival gibt. Er wurde noch am selben Tag durch Sylosis Gitarrist Josh Middleton ersetzt, der die Band bei den folgenden Konzerten als zweiter Gitarrist unterstützte.
Im Oktober 2013 verließen Architects ihr voriges Label Century Media Records und wechselten zu Epitaph Records. Seit Februar 2015 ist Adam Christianson, der bereits seit 2014 bei Konzerten die Rhythmus-Gitarre spielte, vollwertiges Bandmitglied.
Am 20. August 2016 verstarb Gitarrist, Songwriter und Gründer Tom Searle im Alter von 28 Jahren nach drei Jahren Kampf an den Folgen seines Krebsleidens.
Am 7. September 2017 wurde bekanntgegeben, dass Josh Middleton, der zuvor bei Live-Konzerten bereits Gitarre spielte, vollwertiges Bandmitglied geworden ist. Außerdem erschien mit Doomsday die erste neue Single seit dem Tod Tom Searles. Dan Searle verkündete auf Twitter, dass Tom Searle das Lied nicht mehr vollenden konnte und es somit von der Band zu Ende geschrieben wurde.
Am 12. September 2018 kündigte die Band ihr achtes Studioalbum Holy Hell für den 9. November 2018 an und veröffentlichte außerdem mit Hereafter die zweite Single des kommenden Albums. Nach der Veröffentlichung folgte eine Europatour.
Im September 2020 kündigte die Band ihr neuntes Studioalbum For Those That Wish to Exist an, welches am 26. Februar 2021 erschien. Noch vor der Veröffentlichung des Albums spielte die Band im Zuge der COVID-19-Pandemie ein Streamkonzert aus der Royal Albert Hall in London.
Architects unterstützen Linkin Park bei ihrer From Zero World Tour als Vorband.

## Stil
Architects spielen technischen, aber gleichzeitig atmosphärischen Metalcore mit Einflüssen aus Post-Hardcore und Mathcore. Zudem verwendet die Band neben gutturalem Gesang auch Klargesang.
Die Texte sind häufig geprägt von Gesellschaftskritik. Deathwish und From the Wilderness setzen sich mit Umweltproblemen auseinander. A Match Made in Heaven und Downfall thematisieren Politik. Andere Lieder wiederum setzten sich mit den als zerstörerisch wahrgenommenen Seiten der menschlichen Natur auseinander (z. B.Truth, Be Told).

## Engagement für die Umwelt
Sämtliche Mitglieder der Band leben vegan. Gemeinsam mit der Tierrechtsorganisation PETA haben sie ein Plakat entworfen, in dem sie dazu aufrufen es ihnen diesbezüglich gleichzutun. Der Sänger Sam Carter ist Botschafter für die Meeresschutzorganisation Sea Shepherd.

## Diskografie
Studioalben

| Jahr | Titel Musiklabel                                        | Höchstplatzierung, Gesamtwochen, AuszeichnungChartplatzierungen (Jahr, Titel, Musiklabel, Platzierungen, Wochen, Auszeichnungen, Anmerkungen) | Höchstplatzierung, Gesamtwochen, AuszeichnungChartplatzierungen (Jahr, Titel, Musiklabel, Platzierungen, Wochen, Auszeichnungen, Anmerkungen) | Höchstplatzierung, Gesamtwochen, AuszeichnungChartplatzierungen (Jahr, Titel, Musiklabel, Platzierungen, Wochen, Auszeichnungen, Anmerkungen) | Höchstplatzierung, Gesamtwochen, AuszeichnungChartplatzierungen (Jahr, Titel, Musiklabel, Platzierungen, Wochen, Auszeichnungen, Anmerkungen) | Höchstplatzierung, Gesamtwochen, AuszeichnungChartplatzierungen (Jahr, Titel, Musiklabel, Platzierungen, Wochen, Auszeichnungen, Anmerkungen) | Höchstplatzierung, Gesamtwochen, AuszeichnungChartplatzierungen (Jahr, Titel, Musiklabel, Platzierungen, Wochen, Auszeichnungen, Anmerkungen) | Anmerkungen                                                                        |
| Jahr | Titel Musiklabel                                        | DE | AT | CH | UK | US | Rock | Anmerkungen                                                                        |
| ---- | ------------------------------------------------------- | --- | --- | --- | --- | --- | --- | ---------------------------------------------------------------------------------- |
| 2006 | Nightmares Distort Entertainment                        | — | — | — | — | — | — | Erstveröffentlichung: 15. Mai 2006                                                 |
| 2007 | Ruin Distort Entertainment                              | — | — | — | — | — | — | Erstveröffentlichung: 25. Juni 2007 Wiederveröffentlichung 2008 über Century Media |
| 2009 | Hollow Crown Century Media                              | — | — | — | — | — | — | Erstveröffentlichung: 26. Januar 2009                                              |
| 2011 | The Here and Now Century Media                          | — | — | — | UK57 (1 Wo.)UK | — | — | Erstveröffentlichung: 19. Januar 2011                                              |
| 2012 | Daybreaker Century Media                                | DE93 (1 Wo.)DE | — | — | UK42 (1 Wo.)UK | — | — | Erstveröffentlichung: 28. Mai 2012                                                 |
| 2014 | Lost Forever // Lost Together Epitaph Records           | DE36 (1 Wo.)DE | AT30 (1 Wo.)AT | — | UK16 (1 Wo.)UK | — | — | Erstveröffentlichung: 11. März 2014                                                |
| 2016 | All Our Gods Have Abandoned Us Epitaph Records          | DE8 (2 Wo.)DE | AT17 (2 Wo.)AT | CH27 (1 Wo.)CH | UK15 (1 Wo.)UK | US109 (1 Wo.)US | Rock13 (1 Wo.)Rock | Erstveröffentlichung: 27. Mai 2016                                                 |
| 2018 | Holy Hell Epitaph Records                               | DE7 (2 Wo.)DE | AT13 (1 Wo.)AT | CH17 (1 Wo.)CH | UK18 (1 Wo.)UK | US89 (1 Wo.)US | Rock14 (1 Wo.)Rock | Erstveröffentlichung: 9. November 2018                                             |
| 2021 | For Those That Wish to Exist Epitaph Records            | DE3 (3 Wo.)DE | AT5 (2 Wo.)AT | CH7 (2 Wo.)CH | UK1 (2 Wo.)UK | US80 (1 Wo.)US | Rock11 (1 Wo.)Rock | Erstveröffentlichung: 26. Februar 2021                                             |
| 2022 | The Classic Symptoms of a Broken Spirit Epitaph Records | DE12 (2 Wo.)DE | AT24 (1 Wo.)AT | CH17 (1 Wo.)CH | UK18 (1 Wo.)UK | — | — | Erstveröffentlichung: 21. Oktober 2022                                             |
| 2025 | The Sky, the Earth & All Between Epitaph Records        | DE3 (3 Wo.)DE | AT5 (2 Wo.)AT | CH9 (3 Wo.)CH | UK2 (2 Wo.)UK | US152 (1 Wo.)US | — | Erstveröffentlichung: 28. Februar 2025                                             |